# Karl-Magnus Åmell
Karl-Magnus Gunnarsson Åmell, född 21 december 1927 i Säbrå församling, död 21 september 2004, var en svensk tävlingscyklist.

## Karriär
Åmell, som tävlande för Örebro VK, blev svensk mästare i lagtävlingen i 50 km tempolopp 1953 tillsammans med Sven "Svängis" Johansson och Karl-Henry Jönsson. 1955 slutade han på fjärde plats i Fredsloppet och 1956 slutade han på tredje plats i Okolo Slovenska.